# Autostrada A139 (Franța)
Autostrada A139 este o autostradă scurtă, cu o lungime de trei kilometri, care leagă RN 138 și centura numită Sud III de autostrada A13, în direcția Paris, Vernon și Évreux.
Aceasta deservește în special orașul Rouen, precum și partea de sud-vest a aglomerației sale (Sotteville-lès-Rouen, Le Petit-Quevilly, Le Grand-Quevilly, Petit-Couronne, Grand-Couronne...).
Deschisă în anul 1970, aceasta a fost numerotată anterior A 930.

## Locuri sensibile
În direcția Paris, se formează adesea numeroase kilometri de ambuteiaje între nodul rutier A139-A13, în special în orele de vârf.

## Departamente și regiuni traversate
- Regiune: Normandia
- Departament: Seine-Maritime

## Traseu
| De la A13 la RN138; secțiune gratuită concesionată către SAPN (Société des Autoroutes de Paris Normandie). |                                                                                                |         |
| A13 E05 |                                                                                                |         |
| Intersecție                                                                                                | Nod rutier între A13 și A139 (nod rutier parțial).                                             | A13 E05 |
| A139 |                                                                                                |         |
| 1 - Les Essarts                                                                                            | Orașe deservite: Grand-Couronne-Les Essarts, Grand-Couronne, Portul Rouen(nod rutier parțial). |         |
| 2 - Grand-Couronne                                                                                         | Orașe deservite: A13 (Caen, Le Havre); A28 (Le Mans); Elbeuf, Grand-Couronne.                  |         |
| A139 |                                                                                                |         |
| RN138 |                                                                                                |         |